# フェルディナンド・カルロ・ゴンザーガ＝ネヴェルス
フェルディナンド・カルロ・ゴンザーガ＝ネヴェルス（Ferdinando Carlo Gonzaga-Nevers, 1652年8月31日 - 1708年7月5日）は、イタリアのゴンザーガ家最後のマントヴァ公爵およびモンフェッラート公爵（在位：1665年 - 1708年）。

## 生涯
マントヴァ公カルロ2世とその妻で前方オーストリア大公レオポルト5世の娘であるイザベッラ・クララの間の一人息子として生まれた。1671年、同族のグアスタッラ公フェランテ3世の娘アンナ・イザベッラ・ゴンザーガと結婚した。この結婚はマントヴァ継承戦争以来、長く敵対関係にあったゴンザーガ家内のヌヴェール系とグアスタッラ系の2系統を和解させるためのもので、フェルディナンド・カルロの叔母である神聖ローマ皇后エレオノーラの仲介で実現した。
1678年の義父の死後、自分が相続する予定だったグアスタッラ公爵領がハプスブルク帝国に占拠されたことに不満を持ち、フランス王ルイ14世に接近した。1678年12月にはフランスに領地の一部カザーレを売却した。さらに1681年にはフランスと協定を結び、6000リラの年金と将軍の地位を与えられる代わりに、フランスによるイタリア遠征が開始された場合はこれに協力すると約束した。1681年9月29日にフランス軍がカザーレに進駐すると、イタリア諸国のフェルディナンド・カルロに対する信望は地に落ちた。
フェルディナンド・カルロはスペイン継承戦争に際してもフランス側についたため、1701年に反フランス同盟軍はマントヴァ公爵領に攻め入った。公爵はカザーレに逃亡し、公爵夫人アンナ・イザベッラが夫の不在中に領国を摂政として治めた。1703年にアンナ・イザベッラが子供を産まないまま死去すると、1704年にフランス王室の遠縁エルブフ公シャルル3世の娘シュザンヌ・アンリエットと再婚したが、後妻との間にも嫡子を授からなかった。ただし愛妾達との間に少なくとも6人の子供がいた。
皇帝レオポルト1世は既に1701年にフェルディナンド・カルロを反逆者であると宣言していたが、1706年フランス軍がアルプス以北に退却するとフェルディナンド・カルロの立場は極めて厳しくなり、1708年にイタリアの領土全てを没収された。奪われた領土のうち、モンフェッラート公爵領は、すでにその半分を1631年より領有していたサヴォイア家の領土に併合され、マントヴァ公爵領は廃止されてミラノ公爵領に編入され、ハプスブルク家の直接統治下に入った。フェルディナンド・カルロはその年のうちに嫡出の後継者を残さずに死去し、300年以上マントヴァを支配してきた名門ゴンザーガ家は断絶した。